# Väsbyätten
Väsbyätten är ett nutida konventionellt namn på en svensk medeltida frälseätt som fått sitt namn efter godset Stora Väsby, Almunge socken, Närdinghundra härad. Ätten som också ägde Barkarby, på Lovön i Ekerö kommun, utdog innan Sveriges Riddarhus grundades 1625, varför den aldrig introducerades där som adelsätt.
Vapen: sparre över blad

## Oklarheter
Tidigare antaganden av Nils Gabriel Djurklou och Claes Annerstedt att Väsbyätten ingick i Eskilssönernas ätts (yngre Välingesläkten) stamtavla har tillbakavisats av Bengt Hildebrand: 
Även kring vapnet råder oklarheter. Vapnet har, för flera av ättens medlemmar har i tidigare litteratur som Svenska medeltidsvapen av Jan Raneke blivit beskrivet som sparre över blad, men Kaj Janzon skriver i utredningen Medeltidsfällan att Katarina Eriksdotter förde en schackrutad balk. 

## Släkttavla
Nils Olofsson i Väsby
1. Kerstin Nilsdotter
2. Erik Nilsson (Väsbyätten) gift med Ramborg Kortsdotter (Görtz)
  1. Katarina Eriksdotter (död mellan 1474 och 1480), gift 1434 med Sten Pedersson (stjärna) (Peter Finvidssons ätt)
  2. Anna Eriksdotter, gift med Gregers Bengtsson (Bjälboättens oäkta gren) i hans andra gifte.

Karl
1. Knut Karlsson (sparre över blad) till Stora Väsby, senare Barkarby, nämnd 1484-1509, som häradshövding i Närdinghundra 25 januari 1489 och 26 maj 1490, i Häverö 25 januari 1491, som underlagman i Uppland 1491, 30 jan. 1493, 23 febr. 1496 och 13 jan. 1506. Hans sigill synes vid brev av Väsby 1484.[4]  Gift med Brita Eriksdotter (eldvifta), dotter till Erik Philpusson. Levde som änka ännu 20 juni 1513, när hon kallas Birgitta i Barkarby. [5] [6]
  1. Kerstin till Väsby (förekommer 1490—1510), gift med Erik Olofsson till Tomta (Tomtasläkten) [7] [8]
  2. Ingrid Knutsdotter (sparre över blad, Väsbyätten), gift 1555 med Engelbrekt i Vad Larsson, (Bölja från Uppland) i hennes andra gifte, änka efter Håkan Andersson den yngre till Hålbonäs (Hålbonäsätten).[9] [10]

I och med Kerstin till Väsbys gifte med Erik Olofsson till Tomta, övergick gården Väsby till Tomtasläkten, och ärvdes via hans halvsyster Elisabet Eriksdotter (Soop), gift med Jacob Bagge af Boo till hennes dotterdotter Elisabet Bure, dotter till Jonas Bure och Anna Bagge af Boo. Hon var gift med Johan Graan och Stora Wäsby och ärvdes inom ätten Graan till den siste manlige medlemmen slöt ätten på svärdssidan 1683.